# Байбагас
Байбагас-хан (Байбагиш, Байбагас-Батур; ок. 1550 — ок. 1640) — ойратский правитель, хан хошутов конца XVI — начала XVII в.

## Биография
Старший из пяти сыновей хошутского тайши Хан-Нойон Хонгора и Ахай-хатун.
Ахай-хатун после смерти своего первого мужа (отца Чокур-тайши и Чин-тайши) вторично вышла замуж за его двоюродного брата Хан-Нойон Хонгора, родив от него пять сыновей, известных в ойратской истории как «пятеро тигров»: Байбагас-Батур, Кундулен-Убуши, Тюрю-Баирлху (Гуши-Номин-хан), Засакту-Чинг-Батур и Буян-Хатун-Батур.
Ещё в 1587 году Байбагас-Батур был признан ойратскими тайшами чулган-даргой, то есть первенствующим среди них по вопросам веры, управления, войны и мира.
Байбагас способствовал распространению ламаизма среди ойратов. Согласно биографии Зая-Пандиты, сказаниям Габан-Шараба и Батур-Убаши-Тюменя, Байбагас длительное время поддерживал контакты с представителями Далай-ламы в Халхе и пытался установить связь с самим Далай-ламой.
Автор «Сказания об ойратах» Габан-Шараб сообщает, что Байбагас нашел безопасную дорогу в Тибет при содействии правителей Баркуля и Аксу.
В 1615 году по инициативе Байбагаса, поддержанного наместником Далай-ламы, все ойратские князья приняли решение посвятить в монахи по одному из своих сыновей. Байбагас усыновил сына хошутского нойона Бабахан, который впоследствии стал известен как Зая-Пандита (1599—1662).
В 1620 году в Уфе ойратские послы от дербетского тайши Далай-Батыра, чоросского тайши Чохура, торгутского тайши Хо-Урлюка и хошутского хана Байбагаса принесли присягу (шерть) на верность Русскому государству.
В 1623 году Байбагас покинул берега Иртыша и Ишима, куда он пришел со своим улусом в 1620 году, и стал кочевать по Тоболу между Тюменью и Уфой.
В 1620-х годах Байбагас-хан вместе с другими ойратскими тайшами вел борьбу с хотогойтскими Алтын-ханами. В 1623 году Алтын-хан Шолой-Убаши-хунтайджи во главе 80-тысячного войска предпринял большой военный поход вглубь ойратских кочевий. Ойратские тайши под предводительством Байбагаса собрали 50-тысячное войско для отражения вражеского вторжения. Хошутский Байбагас выставил 30-тысячное войско. Кроме хошутов, в состав ойратского ополчения вошли 6 тысяч джунгар (олëтов), 4 тысячи хойтов и 10 тысяч торгутов. В трехдневном сражении в долине реки Иртыш ойраты нанесли сокрушительное поражение монгольской армии. Сам Шолой-Убаши-хунтайджи попытался спастись бегством, но был настигнут и убит ойратским нойоном Сайн-Сэрдэнки.
В 1625 году между хошутскими тайшами Байбагасом и Чокуром началась междоусобная борьба за власть. Будучи наиболее влиятельным из хошутских тайшей, Байбагас-Батур вынужден был присоединиться с дербетскому тайше Далай-Батыру и кочевать вместе с ним. В 1624 году, как сообщается в русских источниках, Далай-Батыр 
«с детьми» и Байбагас зимовали вблизи границы с владениями Казацкой орды, боясь от монгольских людей утесненья».
Конфликт между Байбагасом и Чокуром вспыхнул после смерти их бездетного брата Чин-тайши. Братья поссорились друг с другом из-за дележа его наследства — 1000 семей аратов. Вначале Байбагас захватил себе всю тысячу, не выделив ничего Чокуру, 
«и учинился меж ими о тех людех великой роздор».
Посредником в конфликте выступил чороский тайши Хара-Хула. Было заключено соглашение, по условиям которого Чокур взял себе 600 семей, а остальные 400 должен был получить его брат Байбагас. Однако теперь Чокур отказался делиться с братом. Чокур-тайши вместе с союзниками выступил в поход на Байбагаса и одержал над ним победу в битве ниже соляных озёр. Байбагас понес большие потери и вместе с 1 тысячей воинов укрепился в долине Иртыша. На помощь Байбагасу прибыл Хара-Хула с войском и расположился на другом берегу Иртыша. Посредником между враждующими сторонами выступил главный дербетский тайши Далай-Батыр. По его инициативе был созван ойратский съезд для улаживания конфликта. Далай-Батыр не смог примирить противником. При поддержке Хара-Хулы хошутский хан Байбагас нанес поражение Чокуру и вынудил его отступить.
В дальнейшем Байбагас-хан, оставшись без поддержки Хара-Хулы, по-видимому потерпел поражение в войне с Чокуром и был убит. 
«А на его Байбагишово место учинился тайшею брат его Чекур».
В 1630 году Чокур-тайши погиб в битве с ойратскими тайшами Далай-Батыром и Гуши-ханом.
По другим данным, Байбагас-хан скончался в 1640 году в возрасте 90 лет. У него было два сына: Очирту-Цецен-хан и Аблай-тайши. Когда его сыновья подросли, Байбагас разделил свой улус из 130 000 кибиток между ними: Очирту-Цецен-хан получил 70 тысяч, а Аблай-тайши — 60 тысяч кибиток.

## Примечание
1. Байбагас Батур - Родовод Архивная копия от 9 марта 2022 на Wayback Machine